# Миланова, Диза Эдуардовна
Диза Эдуардовна Миланова (урождённая Эльса (Диса) Энгестрём, швед. Elsa (Disa) Engeström; 16 июня 1893 — 21 марта 1970) — советский лингвист, лексикограф, специалист в области скандинавских языков. Член РСДРП(б) с октября 1917 года, участница Октябрьской революции в Таллине.

## Биография

### Родители
Родилась 16 июня 1893 года.
Дочь шведского финна Эдуарда Ф. Энгестрёма (Edvard Engeström; 1859—1930) и Руфь Георгиевны Энгестрём (урожденной Принц; Ruth Price; 1864—1918).
Её отец был бухгалтером  Общества «Финляндского лёгкого пароходства» (Finska ångslups depot Ab), учреждённого Р. К. Гартманом. В 1900 году хозяином пароходства стал директор Московского купеческого банка, купец I гильдии  Н. И. Шелепин. Эдуард Энгестрём владел английским, шведским, немецким, финским языками, знал немного
французский язык. Был владельцем магазина «Наво» в Куоккала. В Гельсингфорсе Энгестрём также был владельцем небольшого магазина, который большевики использовали в качестве перевалочного пункта при доставке оружия в Россию. С 1919 года и до своей кончины в 1930 году работал переводчиком в советских учреждениях в Москве.
Её мать была дочерью английского консула, плохо владела русским языком, говорила только по-английски. Руфь Георгиевна ведала хозяйством и лавкой «Наво» под квартирой Энгестрёмов в Куоккала. Была литературно образованной, преподавала английский. Была известна как «Мадам Наво». «Мадам Наво» хорошо знали И. Е. Репин, А. М. Горький, Л. Н. Андреев, К. И. Чуковский. В письме Д. Э. Милановой от 23 июня 1948 года Чуковский писал:
Я очень хорошо помню Вашу матушку «мадам Наво». Она одно время давала уроки английского языка моим детям… Мадам Наво не скрывала своих политических симпатий и в обывательской среде про неё говорили с опаской и неприязнью: «эта большевичка», и сторонились её.
«Мадам Наво» скрывала в своем доме русских революционеров от полиции, помогала переправлять их через Финляндию за границу. После Октябрьской революции «мадам Наво» работала переводчицей в Народном комиссариате по иностранным делам РСФСР (Наркоминдел).

### Дача «Ваза»
Энгестрёмы владели дачей «Ваза» в посёлке Куоккала. Построенный в 1901 году по проекту Энгестрёма бревенчатый дом назван в честь города Вааса, откуда был родом Энгестрём.
В 1905 году революционер Г. Д. Лейтейзен снял дачу у «Мадам Наво». В 1906 году Ленин перебрался из Петербурга на дачу «Ваза», где жила семья Лейтейзена. Ленин прожил здесь до 1907 года. В мезонине жила семья А. А. Богданова. Н. К. Крупская, рассказывая об этом, отмечала, что эта дача «давно уже служила пристанищем для революционеров».
В 1905—1907 годах, когда дача «Ваза» сдавалась, семья Энгестрёмов проживала в другом своём доме в Куоккала. В 1907 году Энгестрёмы вернулись на дачу «Ваза», а в 1916 году продали её.

### Октябрьская революция и Гражданская война
Диза Эдуардовна Миланова в октябре 1917 года вступила в РСДРП(б). В период подготовки и проведения Октябрьской революции была техническим секретарём Ревельского Совета рабочих и воинских депутатов и Военно-революционного комитета Исполкома Советов Эстляндского края, избранного 22 октября. Диза Эдуардовна Миланова рассказывает в своих воспоминаниях:
Дни, а точнее дни и ночи, 24, 25 и 26 октября (по старому стилю) мы не покидали здание окружного суда. Продолжали звонить заводы и районы. Комиссары, делегаты, комиссары войск, батальонов, крейсеров приезжали к Рабчинскому, получали его инструкции, письма и с наспех напечатанными мною мандатами бросались к толпе, к войскам. Помню, как, наконец, поздно ночью Рабчинский приказал мне положить в пишущую машинку чистый лист бумаги и начал диктовать телеграмму: «Через Кронштадт в Петроград, Ленину». Точный текст не помню, но суть была такая: в Таллине и крепости власть перешла в руки восставших рабочих, солдат и матросов; социалистическая революция в Таллине победила.
В феврале 1918 года Германская императорская армия заняла Ревель. В ночь на 24 февраля Исполком Советов Эстляндии принял решение об эвакуации. 
В том же месяце Миланова направлена в Екатеринбург заведующей иностранным подотделом Уральского областного Совета рабочих, солдатских и крестьянских депутатов. Принимала активное участие в организации батальона финских эмигрантов. 25 июля Екатеринбург взят частями восставшего Чехословацкого корпуса под командованием полковника С. Н. Войцеховского.  Накануне падения Екатеринбурга Уральский областной Совет эвакуируется в Пермь. В декабре Пермь взята Сибирской армией и Совет эвакуируется в Вятку. В январе 1919 года областной Совет был ликвидирован.

### Работа в Москве
С марта 1919 года — секретарь-переводчик подотдела стран Прибалтики и Скандинавии отдела Запада в Народном комиссариате по иностранным делам РСФСР (Наркоминдел). Осенью Д. Э. Миланова в качестве шифровальщицы сопровождала члена коллегии Наркоминдела М. М. Литвинова и его секретаря Р. А. Зарецкую в поездке в Данию. Делегация РСФСР перешла линию фронта у деревни Красная Репка, в районе шоссе Изборск — Псков, направилась в Тарту, а затем в Таллин, а оттуда в Копенгаген.
В 1923—1931 годах — секретарь Комиссии внешних сношений при Всесоюзном центрального совета профессиональных союзов (ВЦСПС), затем секретарь Президиума ЦК профсоюза профсоюза рабочих железнодорожного транспорта СССР (ЦК железнодорожников).
В 1931—1933 годах — в Международной ленинской школе (МЛШ).
В 1934—1958 годах — в редакции Государственного издательства иностранных и национальных словарей.
Составила «Шведско-русский словарь». Первое издание этого словаря вышло в 1949 году, и впоследствии он неоднократно переиздавался (последнее переработанное издание вышло в 1973 году). «Краткий грамматический очерк шведского языка» к словарю составила Сарра Семёновна Маслова-Лашанская. Словарь Д. Э. Милановой имел целый ряд недостатков в силу того, что создавался в непростое для работы с иностранным языком время.
Была членом общества дружбы «СССР — Швеция».
С 1958 года — персональный пенсионер.

### Последние годы жизни
В 1965 году Д. Э. Миланова передала в Ленинградский филиал Центрального музея В. И. Ленина подлинные фотографии дачи «Ваза» и сохранившуюся мебель с дачи «Ваза». Ныне набор мебели хранится в фонде мебели Музея «Смольный».
Её воспоминания, озаглавленные «Из далекого, но близкого прошлого», хранились в рукописном фонде Института истории партии при Коммунистической партии Эстонии (КПЭ). Её воспоминания опубликованы Институтом истории партии при ЦК КПЭ — филиалом Института марксизма-ленинизма при ЦК КПСС в сборнике документов и воспоминаний участников революции «На заре: воспоминания о Великой Октябрьской социалистической революции и Гражданской войне» (Koidikul. Mälestusi Suurest Sotsialistlikust Oktoobrirevolutsioonist ja kodusõjast. Tallinn, 1967), составленном известном эстонским революционером Рихардом Густавовичем Маяком (1898—1984).
Умерла 21 марта 1970 года.

## Личная жизнь
Жила на Хавско-Шаболовском переулке в Москве.
Вышла замуж за Владимира Миланова, члена РСДРП(б), члена Исполкома Ревельского Совета рабочих и воинских депутатов и члена Исполкома Советов Эстляндского края, в ноябре 1917 года секретаря Ревельского военно-революционного комитета (ВРК). От мужа получила фамилию Миланова.
Жила в гражданском браке с аландским революционером Эйольфом Матсоном, с которым впервые познакомилась в Хельсинки и снова встретилась летом 1921 года в Москве на Третьем конгрессе Коммунистического интернационала, где Миланова работала переводчицей в делегации Красина-Литвинова, а Матсон — секретарём-переводчиком шведской делегации. В апреле 1924 года родила дочь Эльну Эйольфовну Миланову. В 1922 году Матсон окончил Военную академию РККА и получил назначение в Сестрорецк. Миланова не последовала за гражданским мужем в «мрачные карельские пустоши», как она написала в одном из писем. Отношения постепенно пришли в упадок.
В 1930-х годах вышла замуж за одного из основателей (в 1918 году) и первого председателя Коммунистической партии Финляндии Юрьё Сиролу (1876—1936).